# Чиво
Чиво (итал. Civo) је насеље у Италији у округу Сондрио, региону Ломбардија.
Према процени из 2011. у насељу је живело 241 становника. Насеље се налази на надморској висини од 755 м.

## Становништво
Према резултатима пописа становништва 2011. у општини је живело 1.114 становника.
| 1936. | 1951. | 1961. | 1971. | 1981. | 1991. | 2001. | 2011. |
| ----- | ----- | ----- | ----- | ----- | ----- | ----- | ----- |
| 1.817 | 1.649 | 1.519 | 1.240 | 1.096 | 1.011 | 1.026 | 1.114 |